# シルヴィー (パチンコライター)
シルヴィー（本名:上原 彩香（うえはら あやか）、1984年6月22日 - ）は、元女性パチンコライター。

## 人物
静岡県出身。
上京しパチプロとして活動した後、パチンコライターになりたいと思い『パチンコ攻略マガジン』に履歴書を送りライターとなる。ライター歴も長く、パチンコの知識や実力もかなり高い。
ライターとしての活動の他、スカパー!の専門チャンネル等の番組に多数出演。
2021年6月いっぱいでパチマガを辞め、現在はパチスロメーカーのネットに入社し広報部に在籍している。

## 主な出演番組
パチンコ★パチスロTV!
- PPSLタッグリーグ

パチ・スロ サイトセブンTV
- パチマガGIGAウォーズ
- サイトセブンカップ

MONDO TV
- ガールズパチンコリーグ